# アーマド・エルリッチ
アーマド・エルリッチ（Ahmad Elrich, 1981年5月30日- ）は、オーストラリア・シドニー出身の元同国代表の元サッカー選手。
Kリーグ時代の登録名はエルリッチ（ハングル: 엘리치）。

## 経歴
家のすぐ西にある、地元のパラマッタ・イーグルス（現パラマッタFC）でキャリア始め、当時は建設現場で大工として働きながらプレーをしていた。
イーグルスでの最初のシーズン終了後に自身のルーツであるレバノンへ渡たった際にベイルートのネジュメSCからオファーがあったが、それを断りオーストラリアに戻り、NSLのパラマッタ・パワーと契約を交わした。加入後すぐにWGとしてレギュラーの座を掴むと、リーグでも有数のアシスト選手の1人として活躍し、2003-04シーズンの決勝で22アシスト目を記録。チームは優勝を逃したものの、その活躍からジョー・マーストン・メダルを受賞した。クラブと良好な関係が続くと思われたが、チームは財政難により解散、さらにNSLが終息することもあり国外でプレーする機会を探すこととなり、韓国の釜山アイパークと契約。しかし、契約上のいざこざから5ヶ月間プレー出来ない状態が続いたため、イングランドへプレーする場を移すことになった。この際、フラムFCの打診に釜山が応じなかったためにチームを無断離脱、さらにFIFAへの提訴も辞さない姿勢をとった。

### フラム
2005年夏、フラムと3年契約を締結。2006年4月から5月までの期間、FCリン・オスロへ貸し出された。
フラムでは、リヴァプールFC戦でリーグデビューをしたが、膝の怪我もありトップチームでの出場機会は少なく、2007-08シーズンになると背番号を与えられず、2007年9月4日に退団した。

### オーストラリア復帰

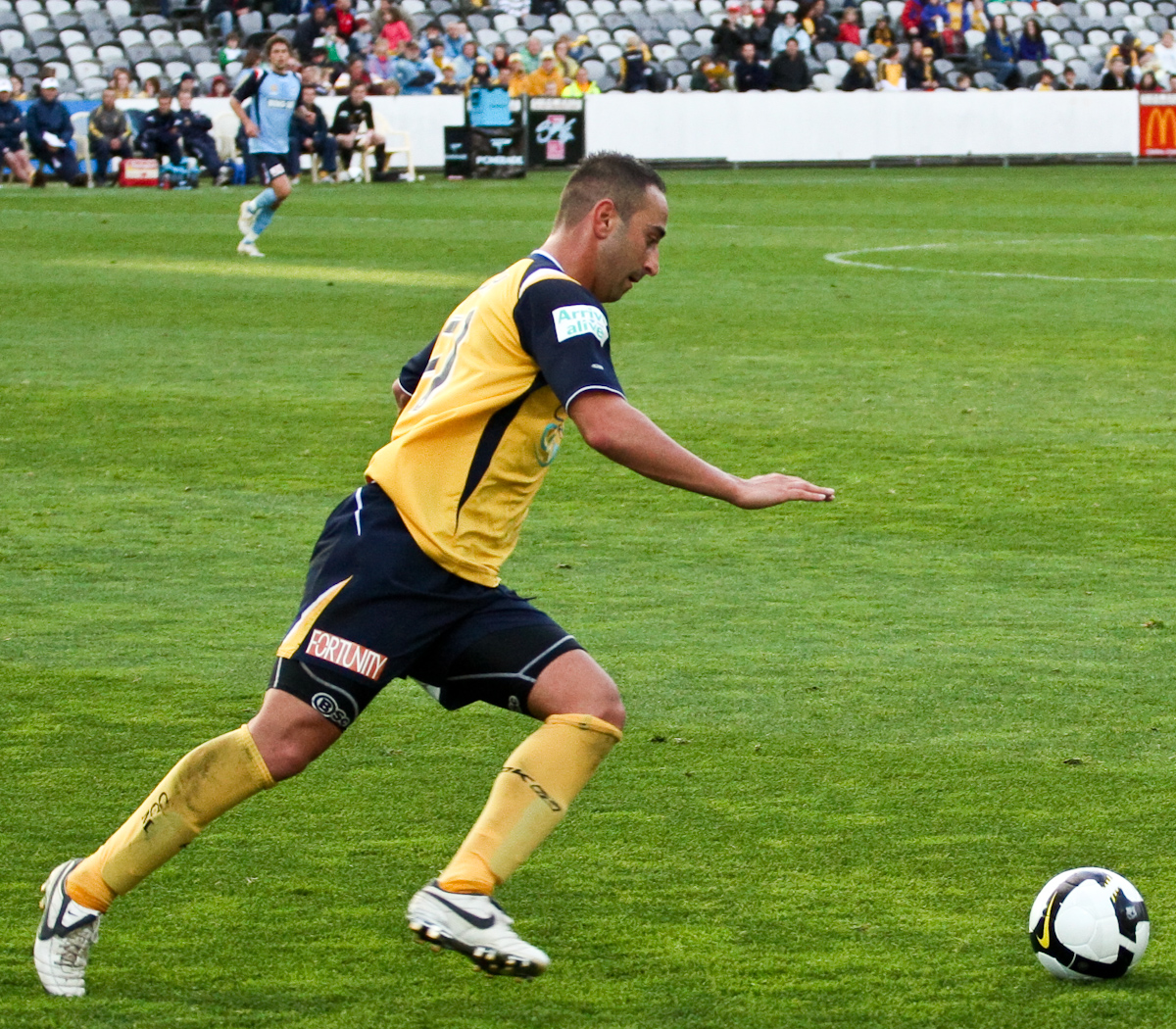
セントラルコースト・マリナーズでプレーするエルリッチ

2007年9月21日、Aリーグに参戦するニュージーランドのウェリントン・フェニックスFCにマーキープレーヤー（サラリーキャップ制限を受けない選手）として加入。10月21日、最初のホームゲームとなるセントラルコースト・マリナーズ戦で初ゴールを記録し、エルリッチは自身のキャリアの中でベストゴールと語った。2007-08シーズンが終わると、古巣のパラマッタ・パワーから関心を寄せられたが、セントラルコースト・マリナーズに移籍。しかし、出場は限られたものとなり、2009-10シーズン終了に伴い放出された。

## 代表
U-23時代にアテネオリンピックに出場。2006 FIFAワールドカップは、フラムで出場機会が少なかったために落選した。2006年9月6日、AFCアジアカップ2007 (予選)のクウェート戦でキャリアに影響するほどの深刻な膝の怪我を負った。

## プライベート
レバノン人の家系に生まれ、弟のタレク・エルリッチもサッカー選手。

## エピソード
2011年5月25日、銃と麻薬所持の容疑で逮捕された。怪我の連続で既に遠のいていた復帰の機会は、これでさらに遠のいた。

## 所属クラブ
- パラマッタ・イーグルス 1999
- パラマッタ・パワー 1999-2004
- 釜山アイパーク 2004
- フラムFC 2005-2007

→  FCリン・オスロ (loan) 2006
- ウェリントン・フェニックスFC 2007-2008
- セントラルコースト・マリナーズFC 2008-2010

## タイトル
代表
OFCネイションズカップ : 2004
個人
ジョー・マーストン・メダル : 2003-2004